# 毛利圭太郎
毛利 圭太郎（もうり けいたろう、1915年9月29日 - 2009年5月19日）は、日本の気象技官。気象庁長官を務めた。

## 来歴・人物
兵庫県神戸市出身。1938年に東京帝国大学理学部天文学科を卒業し、同年に気象庁に入庁。1970年に札幌管区気象台長、1973年に予報部長を経て、1974年から1976年までに長官を務めた。1976年には国立国会図書館専門調査員に就任。
2009年5月19日に老衰のために死去。93歳没。